# Gmina Farmington (hrabstwo Cedar)

Położenie Gminy Farmington w hrabstwie Cedar

Gmina Farmington (ang. Farmington Township) – gmina w USA, w stanie Iowa, w hrabstwie Cedar. Według danych z 2000 roku gmina miała 2137 mieszkańców.